# ارل پارکر
ارل پارکر (انگلیسی: Earl R. Parker; ۱۲ نوامبر ۱۹۱۲ – ۹ مهٔ ۱۹۹۸) آموزگار، پژوهشگر، و مهندس اهل ایالات متحده آمریکا بود.
وی همچنین برندهٔ جوایزی همچون کمک‌هزینه گوگنهایم و نشان ملی علوم شده‌است.